# الینور جوزف
الینور جوزف (عربی: آلینور جوزف، عبری: אלינור ג'וזף‎ ; متولد ۱۹۹۱ در جیش، اسرائیل) یک سرباز با پیشینه شهروندان عرب اسرائیل است که از سال ۲۰۱۰ در گردان ۳۳ کاراکال نیروهای دفاعی اسرائیل خدمت کرده‌است. او اولین زن عرب است که در ارتش اسرائیل به عنوان یک افسر رزمی خدمت کرده‌است.

## پیشینه
جوزف در یک خانواده مسیحی از روستای مسیحی الجش (الجلیل) در شمال اسرائیل به دنیا آمد. والدین او شاربل و واردا جوزف هستند و او یک خواهر بزرگتر به نام لورن دارد. شاربل در تیپ ۳۵ چترباز اسرائیل خدمت می‌کرد. خانواده جوزف زمانی که الینور جوان بود به محله عرب نشین وادی نسناس در حیفا نقل مکان کردند.

## پیشه نظامی

### نام‌نویسی و آموزش
وقتی الینور از دبیرستان فارغ‌التحصیل شد، پدرش او را تشویق کرد تا در ارتش اسرائیل ثبت نام کند. خود وی اگرچه در ابتدا با این ایده مخالف بود، اما به تدریج از آن پیروی کرد و آنقدر جاه طلبی داشت که برای خدمت به عنوان یک پزشک نظامی در ارتش تحصیل و خدمت کند. با این حال، به محض ورود به پایگاه استخدام، به او اطلاع داده شد که او قبلاً به عنوان کارمند اداری منصوب شده‌است. الینور که عمیقاً ناامید شده بود از انتقال به پایگاه جدید خودداری کرد تا اینکه سرانجام پس از چند روز ملاقاتی بین او و یک سرهنگ ازفرماندهی شمالی اسرائیل ترتیب داده شد. سرهنگ یک پیشنهاد منحصر به فرد از الینور ارائه کرد: آموزش‌های پایه منظم را طی کنید و به شرط انتخاب به عنوان یک کارآموز برجسته، به دوره آموزشی پزشکی بروید.
الینور موافقت کرد. او آموزش مقدماتی را گذراند، کارآموز ممتاز جوخه خود بود و متعاقباً دوره آموزشی پزشکی را ادامه داد. الینور در مصاحبه ای با گادی سوکنیک از کانال ۲ تلویزیون اسرائیل، این دوره را به عنوان «یکی از شگفت انگیزترین تجربیاتی که تا به حال داشته‌ام» توصیف کرد. در مراسم تکمیل، به دلیل اینکه او دانشجوی برجسته ای بود، افسر فرمانده او نشان پزشکی خود را به او اعطا کرد.
در مراسم فارغ‌التحصیلی به دلیل اینکه او دانشجوی برجسته دوره بود، افسر فرماندهی نشان پزشکی خود را به او اعطا کرد.

### شروع خدمت
الینور جوزف پس از گذراندن موفقیت‌آمیز دوره آموزشی پزشکی، در یک پایگاه پلیس نظامی در نزدیکی شهر قلقیلیه فلسطین مستقر شد. او در مصاحبه ای با چن کوتاس بار از معاریو توضیح داد که چگونه سربازان آنجا هر وقت مشکلی با ساکنان محلی پیش می‌آمد و نیاز به مترجم وجود داشت، او را احضار می‌کردند. او در مورد خدمت در یک گذرگاه مرزی تردیدهایی داشت، اما در آن لحظات به یاد موشک‌های کاتیوشا بود که بر سر مردم حیفا بارید. او به روتم کارو وایزمن از واحد سخنگوی ارتش اسرائیل گفت: «اگر کسی به من بگوید که خدمت در ارتش اسرائیل به معنای کشتن اعراب است، به آنها یادآوری می‌کنم که اعراب نیز عرب‌ها را می‌کشند.»
در پاسخ به درخواست انتقال الینور، در سال ۲۰۱۰ او به گردان کاراکال که در غرب صحرای نگب در امتداد مرز اسرائیل با مصر فعالیت می‌کند، اعزام شد؛ بنابراین با این انتقال او اولین زن عرب شد که در ارتش اسرائیل در نقش نظامی حرفه ای خدمت کرد.

### واکنش‌ها
الینور جوزف واکنش دوستان و همسایگانش را متفاوت توصیف کرد. در حالی که او با هیچ خصومت آشکاری مواجه نشد، قدم زدن در محله‌اش با نیروهای دفاعی اسرائیل، نگاه‌های متقابلی را از سوی برخی از رهگذران به خود جلب کرد. برخی از دوستان الینور ارتباط خود را با او قطع کردند، در حالی که او با دیگران رابطه نزدیک تری برقرار کرد.
سلیمان الشافی، روزنامه‌نگار عرب-اسرائیلی رد کرده‌است که الینور جوزف اولین زن عرب است که در نقش رزمی در ارتش اسرائیل خدمت می‌کند. به نظر او، دقیق تر است که او را به عنوان اولین کسی که این کار را علناً انجام داده‌است توصیف کنیم.